# حديقة فنك لاند
حديقة فنك لاند فضاء تسلية وترفيه يقع بمدينة غليزان.

## التسمية
في عام 2013 حملت الحديقة اسم حديقة الياسمين وكانت تسير من قبل مصالح البلدية ثم أصبحت تسير من قبل شركة خاصة وحملت اسم حديقة فنك لاند

## الموقع
تقع الحديقة جنوب مدينة غليزان وبالضبط بحي الزراعية ويتواجد قربها الحي الإداري.

## خدمات
تتميز الحديقة بكثرة اشجارها وغطاء نبتها الكثيف والذي ساعد على تلطيف الجو وتربية الحيوانات الأليفة وتستقطب الحديقة آلاف العائلات  وتبلغ ذروتها في نهاية الأسبوع والعطل وخاصة شهر رمضان بفضل تقديم عروض وسهرات فنية تضم ألمع النجوم الغنائية في الجزائر  إذ تتوفر على مدرج في الهواء الطلق إضافة لللألعاب الترفيهية  لفائدة الكبار والصغار كما تتوفر على مطاعم وكافيتيريات.